# Preslav
Preslav var hovedstad i Første bulgarske rige fra 893 til 972, ruinerne af byen ligger 20 kilometer sydvest for regionshovedstaden Sjumen og er i dag et arkæologisk reservat. Preslav var i tiden 1894-1993 navnet på den nærtliggende by, som siden da har heddet Veliki Preslav (i osmannertiden og frem til 1894 kaldet Eski Stamboluk — Gamle Istanbul).
43°09′38″N 26°48′43″Ø / 43.160509°N 26.811977°Ø